# Wendlandia densiflora
Wendlandia densiflora là một loài thực vật có hoa trong họ Thiến thảo. Loài này được (Blume) DC. miêu tả khoa học đầu tiên năm 1830.